# Yulia Belokobylskaya
Yulia Belokobylskaya (russe : Юлия Белокобыльская) est une gymnaste artistique russe, née à Rostov-sur-le-Don le 14 décembre 1995.

## Palmarès

### Championnats du monde
- Tokyo 2011
  -  médaille d'argent au concours par équipes

### Championnats d'Europe
- Berlin 2011
  -  médaille de bronze au sol